# Xitan, Fu'an
Xitan (kinesiska: 溪潭) är en köping i sydöstra Kina. Den ligger i Fu'an i staden Ningde i provinsen Fujian, omkring 110 kilometer norr om provinshuvudstaden Fuzhou. Antalet invånare är 23 220. Befolkningen består av 10 884 kvinnor och 12 336 män. Barn under 15 år utgör 15,0 %, vuxna 15-64 år 73 %, och äldre över 65 år 11,0 %.